# Машиши, Хишам
Хашем Машиши (араб. هشام المشيشي‎; род. январь 1974, Бу-Салем, Джендуба) — тунисский государственный деятель, министр внутренних дел Туниса (2020). Премьер-министр Туниса (2020—2021).

## Биография
Родился в январе 1974 года, получил степень магистра права на юридическом факультете тунисской высшей школы политических исследований, сертификат о завершении цикла обучения в тунисской Национальной школе администрации и степень магистра государственного управления во французской Национальной школе администрации (Страсбург). Занимал должности советника президента Туниса по юридическим вопросам, руководил канцеляриями министров транспорта, здравоохранения и социальных дел, состоял генеральным директором Национального агентства по санитарному и экологическому контролю продуктов питания.
27 февраля 2020 года занял должность министра внутренних дел в правительстве Фахфаха.
Ввиду объявления 15 июля 2020 года об отставке Фахфаха президент Каис Саид 25 июля поручил Хишаму Машиши формирование нового правительства.

### Во главе правительства Туниса
2 сентября 2020 года парламент одобрил состав правительства (134 голоса из 217) и Машиши вступил в должность премьер-министра Туниса.
С началом эпидемии COVID-19 в Тунисе дважды сменился министр здравоохранения, а 12 января 2021 года министр иностранных дел Отман Жеранди заявил, что получил заверения своего алжирского коллеги о готовности Алжира поделиться с Тунисом вакциной после её получения (Алжир заказал в России вакцину Спутник V, первая поставка которой ожидается в конце месяца, Тунис заказал 2 млн доз вакцины BNT162b2 американо-германского производства, начало поставок которой намечено на второй квартал 2021 года). По состоянию на середину января 2021 года в Тунисе зарегистрировано около 168 тысяч случаев инфицирования и 5400 смертельных исходов — больше, чем в Алжире (соответственно — 100 тыс. и 2800), хотя по численности населения Алжир превосходит Тунис вчетверо.
5 января 2021 года уволил министра внутренних дел Тауфика Шарфеддина и сам начал временно исполнять его обязанности.
15 января 2021 года в рабочих пригородах Туниса, а впоследствии минимум в пятнадцати других городах начались протесты и стычки с полицией, вызванные безработицей и тяжёлой экономической ситуацией на фоне борьбы с коронавирусной инфекцией (16 января премьер сменил 11 министров своего кабинета, в том числе назначил новых министров внутренних дел, юстиции, здравоохранения, культуры, по делам молодёжи и спорта; упразднены министерство по делам гражданского общества и правам человека, а также Государственный секретариат по финансовым делам, их функции переданы в аппарат правительства). 19 января Машиши выступил с телевизионным обращением к народу, признав закономерность общественного недовольства, но также заявив о намерении добиваться строгого исполнения закона. К 20 января арестованы около 600 участников беспорядков, в основном в возрасте от 15 до 25 лет.
13 июля 2021 года представитель Всемирной организации здравоохранения Ив Сутейран охарактеризовал уровень смертности от COVID-19 в Тунисе (в среднем 100 человек в день на 12 млн человек населения, при рекордных показателях в отдельные дни на уровне 189 и 194) как самый высокий в Африке и в арабском мире (общее количество погибших приближается к 16 тысячам). В стране вакцинированы двумя прививками только 5 % населения, и она нуждается в помощи извне для ускорения процесса.
25 июля 2021 года президент Саид в соответствии с Конституцией отстранил Машиши от должности и объявил о сосредоточении всей исполнительной власти в своих руках.